# Clossiana niveola
Clossiana niveola är en fjärilsart som beskrevs av Hans Ferdinand Emil Julius Stichel 1908. Clossiana niveola ingår i släktet Clossiana och familjen praktfjärilar. Inga underarter finns listade i Catalogue of Life.